# Namibia Today
Namibia Today is een weekblad dat uitgegeven wordt door Swapo, de regerende partij in Namibië. Het blad komt uit op vrijdag. Hoofdredacteur is Asser Ntinda. Een van de rubrieken van het blad is Zoom in waarin een bepaalde persoon die kritisch staat tegenover Swapo wordt aangevallen. Het ging hierbij in het verleden onder andere om journalisten John Grobler en Gwen Lister, mensenrechtenactivist Phil ya Nangoloh en politici van Rally for Democracy and Progress en van Congress of Democrats. Moses Katjiuongua spande in 2010 een proces aan tegen het blad wegens laster. In 2012 deed journalist John Grobler hetzelfde.